# John Clawson
John Richard Clawson (ur. 15 maja 1944 w Duluth, zm. 15 grudnia 2018) – amerykański koszykarz, występujący na pozycji niskiego skrzydłowego, mistrz olimpijski z 1968.

## Osiągnięcia
Na podstawie, o ile nie zaznaczono inaczej.
NCAA
- Wicemistrz NCAA (1965)
- Uczestnik rozgrywek:
  - NCAA Final Four (1964, 1965)
  - Sweet 16 turnieju NCAA (1964–1966)
- Mistrz sezonu regularnego konferencji Big 10 (1964–1966)

AAU
- Mistrz AAU (1968)

ABA
- Mistrz ABA (1969)

Reprezentacja
- Mistrz:
  - olimpijski (1968)[2]
  - igrzysk panamerykańskich (1967)[3]
- Uczestnik mistrzostw świata (1967 - 4 miejsce)[4]

Inne
- Wybrany do Muzeum Koszykówki Illinois (2000)